# Gustave Jacquet
Gustave Jacquet (Parigi, 25 maggio 1846 – Parigi, 12 luglio 1909) è stato un pittore francese.

## Biografia
Gustave Jean Jacquet è noto come il pittore dei ritratti femminili e, molto meno, di scene storiche. Fu allievo di William Bouguereau, e debuttò al "Salon" del 1865.

Con lo pseudonimo di "Jacquet" illustrò alcune opere umoristiche, in particolare edite da Félix Juven.
Jacquet visse a Parigi cambiando sovente indirizzo. Infatti, dal 1865 al 1866, abitò in rue Desbordes-Valmore; dal 1867 al 1874 fu al 22 di rue Saint Ferdinand, nel 1875 e 1876, si spostò in Avenue Montaigne, dal 1877 à 1883 in rue de Prony e infine, dal 1884, al 92 di Avenue de Wagram. In quest'ultima casa Jacquet si spense all'età di 63 anni.
Alla sua morte il contenuto del suo atelier andò disperso a causa di una vendita all'asta del 29 novembre 1909, che comprendeva antichi vestiti, armi e armature appartenenti all'eredità di M. G. Jacquet. Il catalogo comprendeva 252 riferimenti a opere di pittura, di cui sette relativi a quadri di vecchi maestri,
e iniziava con una prefazione intitolata «Le Beau Cavalier», redatta da Robert de Montesquiou, amico di Jacquet.

## Opere
Elenco parziale delle opere esposte in collezioni pubbliche
- Portrait de Camille Saint-Saëns à l'âge de 35 ans, c. 1870, olio su tela, Château-Musée di Dieppe.
- Portrait d'Augusta Holmès (1847-1903), Museo Lambinet Versailles.[2].
- La femme à l'éventail (1870 - 1890), Museo Magnin, Digione.

## Opere esposte ai "Salon"

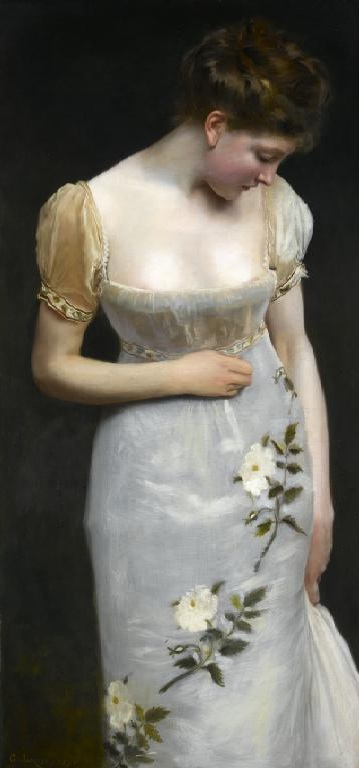
Mademoiselle

- 1865 - La modestie - La tristesse.
- 1866 - Portrait de M. J. Jacquet - Portrait de M. S. Guillemin en costume du XVIe siècle.
- 1867 - Portrait de Mlle Fanny G. Mengozzi - L'appel aux armes.
- 1868 - Sortie d'armée: lansquenets, soldats mercenaires allemands du XVIe siècle.
- 1869 - La Justice - Jardin à Lesmaès (Finistère).
- 1872 - Jeune fille tenant une épée.
- 1873 - Portrait de Mlle A. H. - Grande fête en Touraine, vers 1565.
- 1874 - L'atelier mystérieux.
- 1875 - La rêverie - Halte de lansquenet - Vedette.
- 1876 - Portrait de M.me J. - La paysanne.
- 1877 - Portrait de M.me de M... - La pauvrette.
- 1878 - Jeanne d'Arc prie pour la France.
- 1879 - La première arrivée (appartenente a Alexandre Dumas figlio).
- 1880 - Le menuet - Portrait de M.me D..
- 1882 - La France glorieuse - Portrait de M.me la comtesse de Brigode.
- 1884 - La Pavane, danse solennelle du XVIe siècle.
- 1885 - L'espiègle - La reine du camp (appartenente a M. Mac-Lean).
- 1886 - Portrait de M.me la duchesse d'Uzès.
- 1887 - L'enchanteresse Armide abandonnée par Renaud.
- 1888 - L'oiseau envolé.
- 1892 - La bienvenue, donato all'"Art Institute" di Chicago nel 1970, il 23 ottobre 2007, fu stimato 250 000/350000 $.
- 1893 - Le dessin.
- 1894 - La musique - Les armes.
- 1895 - Le pays rêvé - Portrait de Louis et Isabelle de Murard.
- 1896 - Fera-t-il beau - (appartenente a "Boussod et Valadon", Maison Goupil[3])
- 1898 - Portrait de M. Gabriel Bonvalot.
- 1899 - Portrait de la comtesse de Maigret.
- 1901 - Portrait de M. le Comte de M.
- 1902 - Romantisme - Chasseresse.
- 1903 - Portrait de M.me G. J. - Portrait de M.me M.C..
- 1904 - Portrait de M.me la comtesse de R.C..
- 1905 - Énigme - Fleurs d'été.
- 1906 - Portrait de M.e M. V - La lecture distraite.
- 1907 - La joueuse de vielle - Hallali.
- 1908 - Don Juan et Zerline.
- 1909 - Candeur -  Baigneuses.
- 1910 - Portrait de M.me B. - À la santé ! (esposizione postuma).

## Galleria d'immagini

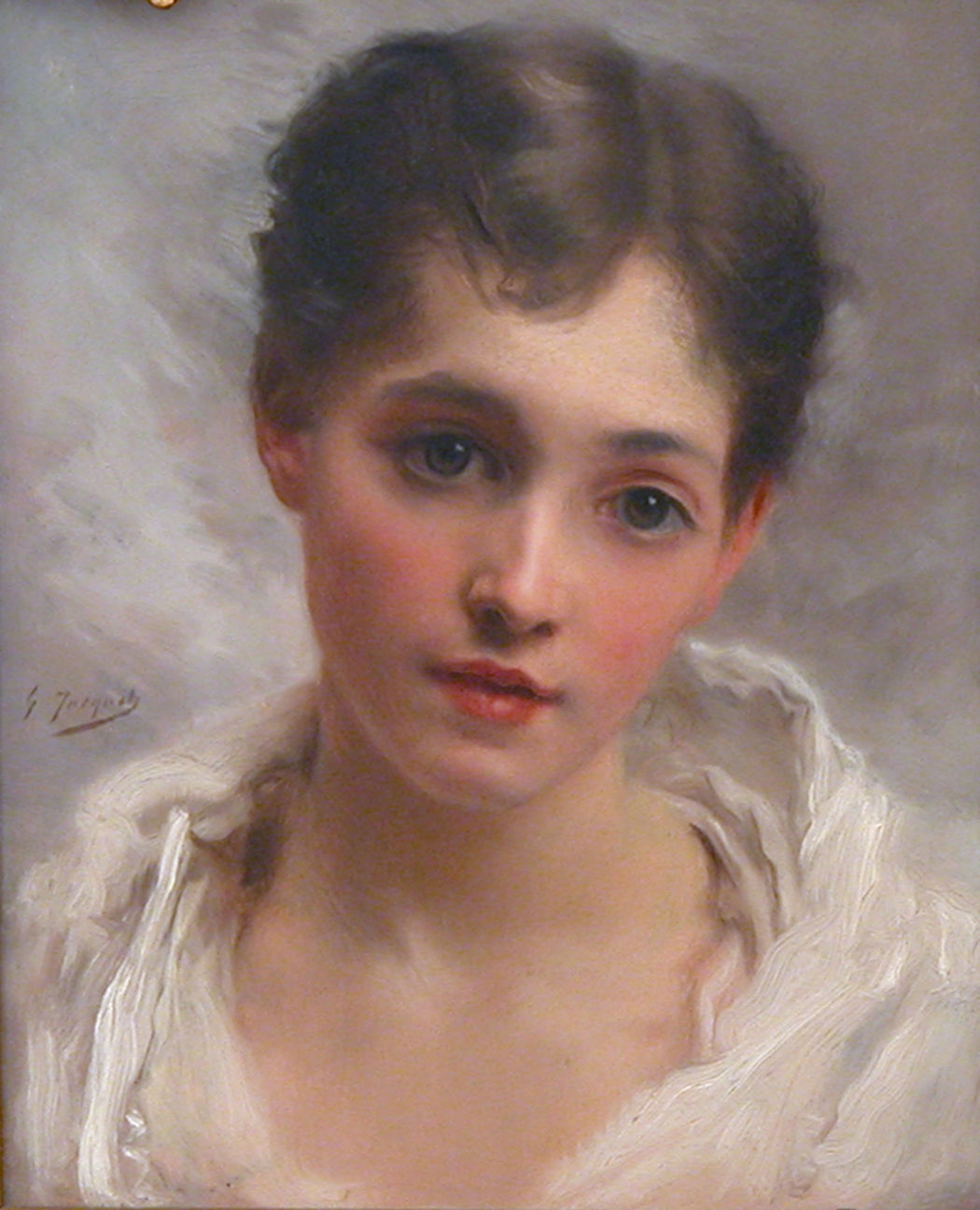
Ragazza carina
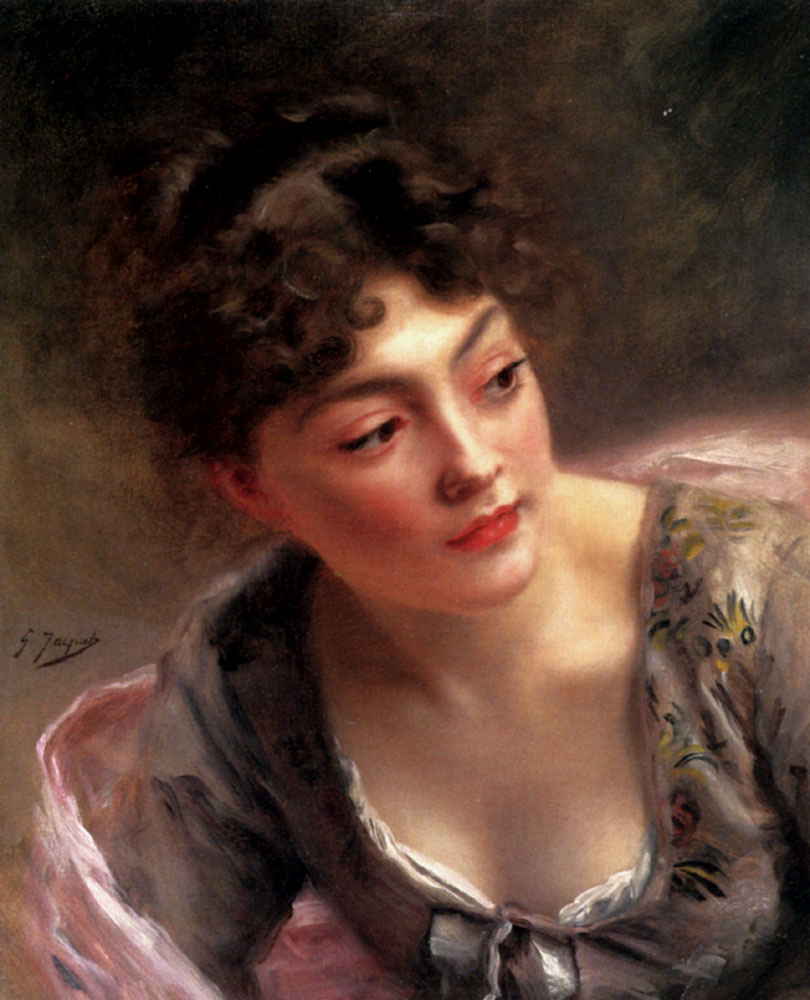
L'occhiata
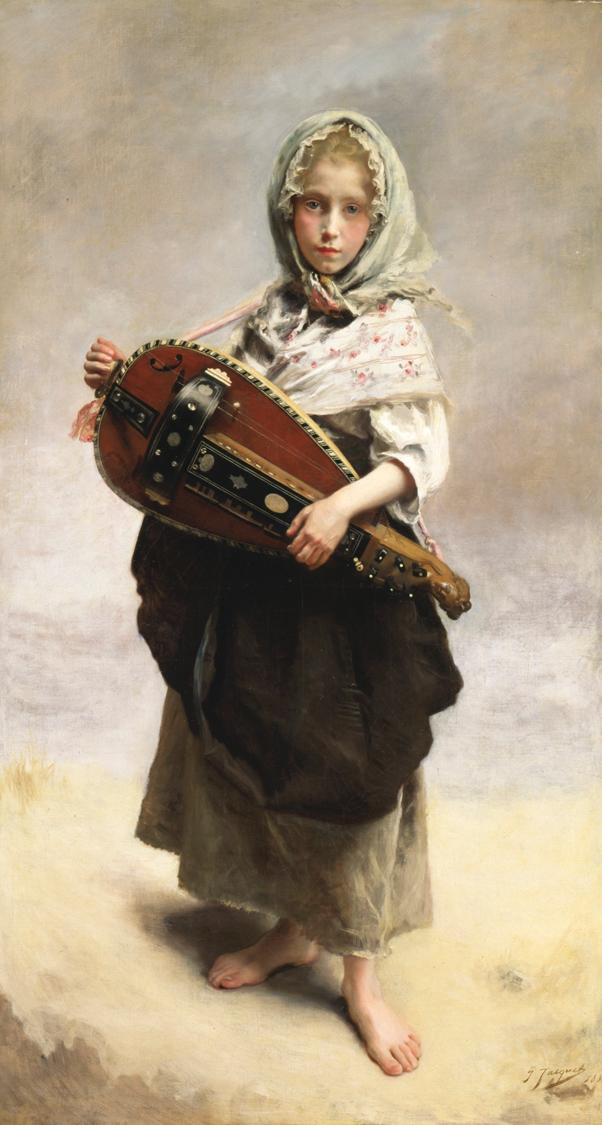
Bimba menestrello
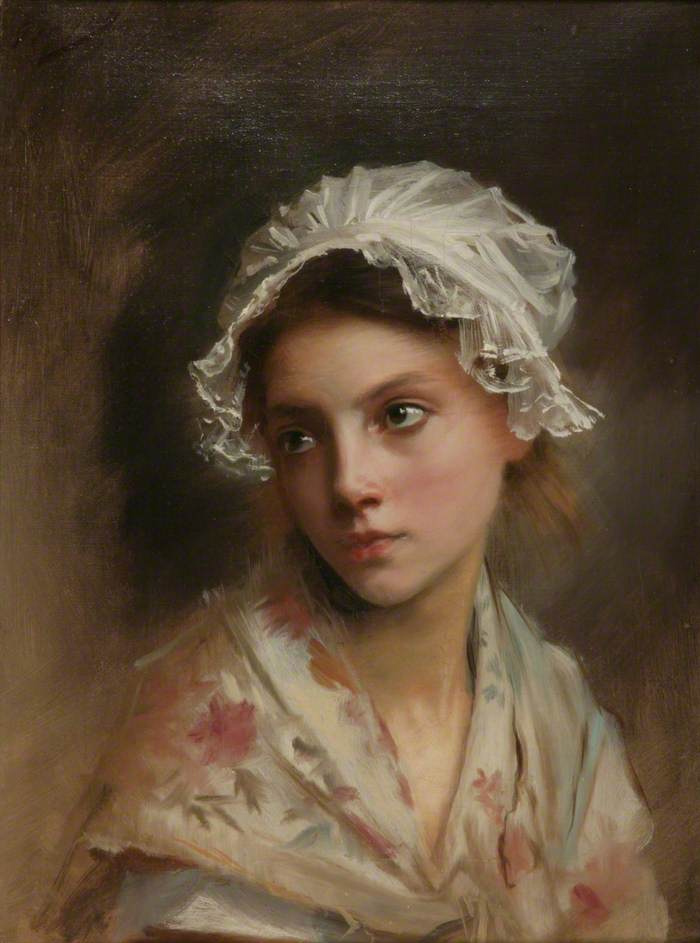
Meditazione
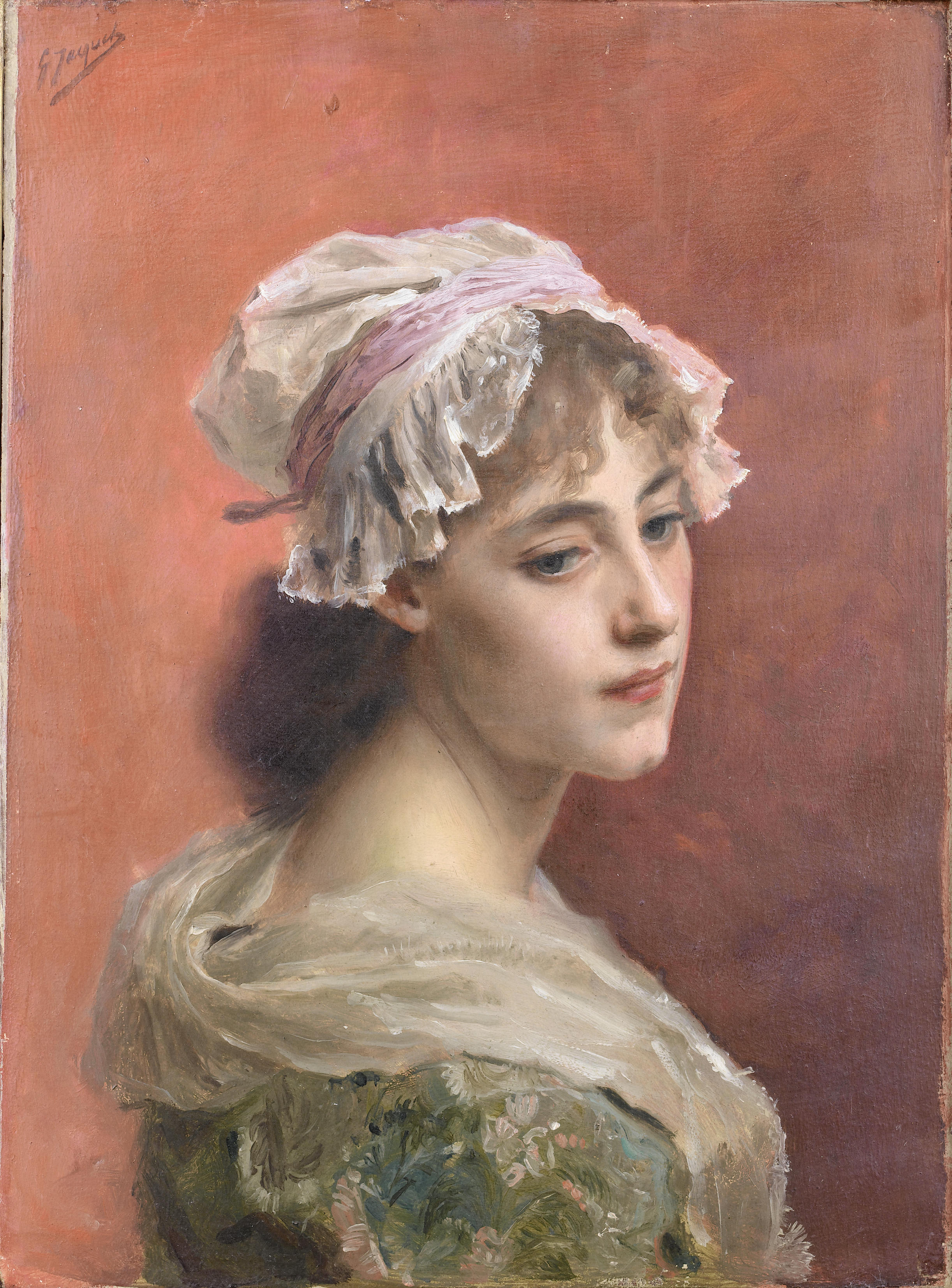
Persa nei pensieri